# هادی محمدپور
هادی محمدپور (زادهٔ ۲ فروردین ۱۳۵۴) سیاستمدار، مدیر اجرایی و استاد دانشگاه ایرانی است که به‌عنوان‌ نماینده مردم گناباد و بجستان در دوره دوازدهم مجلس شورای اسلامی فعالیت می‌کند.
از جمله سوابق هادی محمدپور می توان به عضویت در دوره چهارم شورای اسلامی شهر گناباد، معاونت اداری و مالی دانشگاه گناباد، معاونت توسعه منابع دانشگاه فرهنگیان، رئیس مرکز استعدادهای درخشان استان خراسان رضوی و ریاست اداره آموزش و پرورش گناباد اشاره کرد.

## نمایندگی در مجلس دوازدهم
محمدپور در دور دوازدهم انتخابات مجلس شورای اسلامی با کسب با کسب ۱۷ هزار و ۷۶۹ رای به عنوان نماینده مردم گناباد و بجستان در مجلس شورای اسلامی ایران رای اعتماد گرفت.
او در سال اول نمایندگی‌اش عضو کمیسیون اقتصادی مجلس شدو همچنین با رای نمایندگان مجلس به عنوان عضو ناظر مجلس در شورای عالی بورس و اوراق بهادار و شورای رقابت انتخاب شد.